# Douja Promotion Groupe Addoha
Douja Promotion Groupe Addoha S.A. ist ein marokkanisches Unternehmen mit Sitz in Casablanca. Es ist in der Immobilienwirtschaft tätig und in Marokko die Nr. 1 bei der Entwicklung, Verwaltung und Förderung im Bereich Sozialimmobilien. Der Umsatz verteilt sich wie folgt auf die einzelnen Aktivitäten:
- Entwicklung und Förderung von sozialem und mittlerem Wohnraum (79,2 %)
- Entwicklung und Förderung von Luxuswohnungen (20,8 %)
Die Gruppe beabsichtigt, in den kommenden Jahren auf dem afrikanischen Kontinent zu expandieren.
Die Aktien sind an der Bourse de Casablanca notiert und sowohl Teil des Moroccan All Shares Index (MASI) als auch des MASI 20, dem Index der 20 meistgehandelten Unternehmen.

## Geschichte
Das Unternehmen wurde 1987 von Anas Sefrioui, einem marokkanischen Immobilienentwickler, gegründet. Das erste Sozialwohnungsprogramm mit 2371 Wohnungen wurde in Aïn Sebaâ durchgeführt. In den 2000er Jahren startete der marokkanische Staat umfangreiche Förderprogramme für den sozialen Wohnungsbau, von denen das Unternehmen profitierte. Douja Promotion Groupe Addoha wurde im Juli 2006 an die Börse gebracht, indem 35 % des Kapitals zum Preis von 585 Dirham pro Aktie angeboten wurde.
Die Gruppe kaufte 50 % von Fadesa Maroc, der marokkanischen Tochtergesellschaft der spanischen Gruppe Marinsa-Fadesa.
Im Rahmen der Eröffnung zweier Zementwerke in den marokkanischen Städten Settat und Beni Mellal gründete Anas Sefrioui die Tochtergesellschaft Ciments de l’Atlas S.A. Darüber hinaus wurden Zementwerke in Kamerun, Gabun, der Elfenbeinküste und Guinea in Betrieb genommen.
Im Jahr 2021 befinden sich 64 % der Anteile im Besitz der Familie Sefrioui.